# Line Sigvardsen Jensen
Line Sigvardsen Jensen (* 23. August 1991 in Farsø, Himmerland) ist eine dänische ehemalige Fußballspielerin. Sie spielte zuletzt von 2018 bis 2019 für Fortuna Hjørring und von 2009 bis 2017 für die A-Nationalmannschaft. Seit dem 1. Juli 2019 ist sie ohne Verein.

## Karriere

### Vereine
Jensen begann im Alter von acht Jahren beim Hornum Idrætsforening mit dem Fußballspielen. 2002 wechselte sie zum ebenfalls in Himmerland ansässigen Aars Idrætsklub, bevor sie von 2006 bis 2008 dem FC B52 Aalborg angehörte und über diesen 2009 zum amtierenden dänischen Meister Fortuna Hjørring gelangte. In diesem Jahr wurde sie als „Dänisches Talent des Jahres“ ausgezeichnet. Es folgte ihre erste dänische Meisterschaft 2010, die 2014 und 2016 wiederholt werden konnte. Zudem gewann sie mit Fortuna Hjørring 2016 den Vereinspokal.
Auf europäischer Ebene erreichte sie mit Fortuna in der UEFA Women’s Champions League 2009/10 das Achtelfinale, in dem die Däninnen gegen den späteren Finalisten Olympique Lyon mit 0:1 und 0:5 verloren. 2010/11 war erneut im Achtelfinale Endstation. Diesmal war der deutsche Vizemeister FCR 2001 Duisburg zu stark: mit 2:4 und 0:3 verloren die Däninnen beide Spiele, wobei Jensen nur beim 2:4 zum Einsatz kam.
Ein Jahr später waren sie direkt für das Sechzehntelfinale qualifiziert. Hier trafen sie auf den Schweizer Meister YB Frauen. Nach einem 3:0 in Bern gewannen sie auch das Heimspiel, diesmal mit 2:1 und erreichten das Achtelfinale. Dort verloren sie erneut beide Spiele, diesmal mit 0:1 und 2:3 gegen den schwedischen Pokalsieger Kopparbergs/Göteborg FC.
In der darauffolgenden Saison war dann gegen den gleichen Gegner wieder im Achtelfinale Endstation. Nach einem 1:1 im Hinspiel verloren sie das Rückspiel in Schweden mit 2:3. 2013/14 war für sie und ihren Verein nach dem Achtelfinale der Wettbewerb beendet. Erneut war es eine schwedische Mannschaft, diesmal Tyresö FF, gegen die mit 1:2 und 0:4 verloren wurde.
Der schwedische Achtelfinal-Fluch hielt auch in der Folgesaison an; diesmal verloren sie mit 1:2 und 0:2 gegen den FC Rosengård, für den seinerzeit u. a. die deutsche Nationalspielerin Anja Mittag und die ehemalige brasilianische Weltfußballerin Marta spielten und je ein Tor gegen die Däninnen schossen. Immerhin gelang Jensen ihr erstes CL-Tor im ersten Spiel des Sechzehntelfinales gegen Atlético Ouriense.
Auch 2015/16 ereilte sie das Ausscheiden im Achtelfinale, in dem nach einer 0:1-Hinspiel-Niederlage beim italienischen Vizemeister ACF Brescia das 1:1 im Rückspiel zum Weiterkommen nicht reichte.
Im Jahr 2016 begab sie sich in die Vereinigten Staaten um für den in der NWSL vertretenen Washington Spirit zu spielen. Dort kam sie in ihrer ersten Spielzeit zu drei Punktspielen und ihre Mannschaft erreichte das Finale gegen Western New York Flash, dass mit 2:3 im Elfmeterschießen verloren wurde; im Finale wurde sie jedoch nicht berücksichtigt. In der Spielzeit 2017 wurde sie in neun Spielen eingesetzt, Washington belegte am Ende der Spielzeit den letzten Platz und Jensens Vertragslaufzeit wurde nicht verlängert. Sie kehrte daraufhin nach Hjørring zurück und kam in der Saison 2018/19 ein zweites Mal für Fortuna Hjørring in der höchsten Spielklasse zu Punktspielen. Am Saisonende konnte sie auf insgesamt 240 Punktspiele für den Verein zurückblicken.

### Nationalmannschaft
Am 24. Oktober 2006 hatte sie ihren ersten Einsatz in der U17-Nationalmannschaft, mit der sie dann im Juli im Turnier um den Nordic-Cup 2007 den siebten Platz belegte. Im Oktober 2007 und März 2008 nahm sie dann mit der Mannschaft an den beiden Qualifikationsrunden für die U17-EM 2008 teil, die die Däninnen erfolgreich abschlossen. In der Endrunde kam sie beim 0:1 im Halbfinale gegen Deutschland und beim 4:1 im Spiel um Platz 3 gegen England zum Einsatz. Bereits durch die Endrundenteilnahme waren die Däninnen für die altersbezogene Weltmeisterschaft 2008 in Neuseeland qualifiziert. Dort wurde sie in den vier Spielen eingesetzt, einschließlich der Achtelfinalbegegnung mit der U17-Nationalmannschaft Nordkoreas, die sich durchzusetzen vermochte; es war zugleich ihr letzter Einsatz in dieser Altersklasse(nmannschaft).
Bereits im März 2008 hatte sie erstmals für die U19-Nationalmannschaft gespielt, mit ihr aber die Qualifikation für die Europameisterschaft 2008 verpasst. Auch für die EM 2009 und 2010 konnte sie sich mit der Mannschaft nicht qualifizieren. Mit der 1:2-Niederlage gegen die Niederländerinnen am 1. April 2010 endete ihre Zeit als Juniorennationalspielerin mit 25 bzw. 28 offiziellen Spielen für die U-17- bzw. U-19-Mannschaften, in denen ihr jedoch kein Tor gelang.
Bereits am 24. Oktober 2009 hatte sie ihren ersten Einsatz in der A-Nationalmannschaft, als sie im WM-Qualifikationsspiel gegen die Nationalmannschaft Georgiens in der 58. Minute beim Stand von 11:0 für die Debütantin Carina Johansen eingewechselt wurde. Das Spiel endete 15:0 und ist gegenwärtig der höchste Länderspielsieg der Däninnen. Letztlich verlief die WM-Qualifikation aber erfolglos: Zwar belegten die Däninnen nach der Gruppenphase mit 45:0 Toren den ersten Platz ihrer Gruppe, verloren jedoch in der ersten Ausscheidungsrunde das erste Spiel in Schweden mit 1:2 und erreichten im Rückspiel lediglich ein 2:2 nach Verlängerung. In der zweiten Ausscheidungsrunde kam dann das endgültige Aus durch eine 1:3-Heimniederlage gegen die Schweiz, der ein torloses Auswärtsspiel folgte. Zwischenzeitlich hatte sie ihren ersten Einsatz in der Startelf am 13. Januar 2010 in einem Turnier in Chile gegen die Nationalmannschaft Japans erlebt. Es folgte 2011 der erste Einsatz im Turnier um den Algarve-Cup 2011, dem Einsätze in allen folgenden Turnieren bis 2017 folgen sollten. Im zweiten Spiel der Gruppe A beim 6:0-Sieg über die Nationalmannschaft Portugals am 3. März in Parchal, gelang ihr mit dem Treffer zum 2:0 in der achten Minute ihr zweites A-Länderspieltor. Ihr erstes Länderspieltor überhaupt erzielte sie bereits am 21. September 2011 beim 5:0-Sieg über die Nationalmannschaft Armeniens in der Qualifikation für die EM 2013 mit dem Treffer zum 4:0.
Es folgten zwei Teilnahmen am Vier-Nationen-Turnier in Brasilien, bei denen die Däninnen jeweils den zweiten Platz belegten. In der EM-Endrunde kam sie zu zwei Kurzeinsätzen: Im Eröffnungsspiel gegen die Nationalmannschaft Schwedens wurde sie in der 89. Minute für Johanna Rasmussen eingewechselt, wie auch im Viertelfinale gegen die Nationalmannschaft Frankreichs in der 74. Minute für Mia Brogaard.
In der erneut erfolglos verlaufenen Qualifikation für die WM 2015, in die sie als Gruppenfavorit gegangen waren, aber letztlich hinter der Schweizer Nationalmannschaft, die sich erstmals qualifizieren konnte, und der Nationalmannschaft Islands nur den dritten Platz belegte, kam sie zu fünf Einsätzen. Es folgten Einsätze in der erfolgreich verlaufenden Qualifikation für die EM 2017 und im Juni 2017 wurde sie dann für die EM-Endrunde 2017 nominiert. In der Endrunde gehörte sie in den ersten fünf Spielen der Startelf an, musste aber im Halbfinale nach einem unglücklichen Zusammenstoß mit einer Österreicherin verletzt ausgewechselt werden und verpasste das erreichte Finale ihrer Mannschaft, dass mit 2:4 gegen die A-Nationalmannschaft der Niederlande verloren wurde. Die in diesem Länderspiel erlittene Kreuzbandverletzung zog eine längere Genesungspause nach sich und führte auch dazu, dass sie in Erwartung ihres ersten Kindes, seitdem zu weiteren Länderspielen nicht mehr berufen wurde.

## Erfolge
Nationalmannschaft
- Finalist Europameisterschaft 2017 (ohne Finaleinsatz)

Washington Spirit
- Finalist US-amerikanische Meisterschaft 2016 (ohne Finaleinsatz)

Fortuna Hjørring
- Dänischer Meister 2010, 2014, 2016
- Dänischer Pokal-Sieger 2016